# Askøy
Askøy è un comune situato nella contea di Vestland in Norvegia. Il villaggio di Kleppestø è il capoluogo comunale.

## Infrastrutture e trasporti
Askøy è collegata alla terraferma tramite l'omonimo ponte, che attraversa il fiordo Byfjorden e la congiunge con la città di Bergen.